# 영양 신구리 삼층석탑
영양 신구리 삼층석탑(英陽 新邱里 三層石塔)은 대한민국 경상북도 영양군 입암면 신구리에 있는 삼층석탑이다. 1985년 8월 5일 경상북도의 문화재자료 제84호로 지정되었다.

## 역사와 현황
옥신괴임은 보이지 않으나, 옥개(屋蓋)의 층단받침이 4단으로 되어 있어 통일신라시대에 조성된 석탑으로 추정된다. 1999년 석탑을 잘 보존하기 위해 해체 복원하였다. 석탑은 이끼류 및 지의류로 인한 파손의 우려가 있고, 주변에 풀들이 자라고 있어 체계적인 관리가 필요한 상태이다.

## 특징
2층 기단(基壇) 위에 3층의 탑신(塔身)을 올린, 소박한 모습의 석탑이다. 높이는 2.55m이다. 3층 옥신과 상층기단 면석 1매, 그리고 상륜부(相輪部)의 대부분을 잃었으나, 다른 부분은 완형을 유지하고 있다.
아래층 기단은 밑부분이 땅 속에 묻혀있어 자세한 구조를 알 수 없고, 면석은 주형(柱形) 없이 안상(眼象) 같은 것이 희미하게 보인다. 갑석은 3매로 조성되어 있다. 상층기단은 4매로 결구되었는데, 면석에는 우주가 있다. 면석 1매가 없어져서 마치 감실(龕室)과 같이 보였는데, 지금은 새로 보수해 놓았다. 1매로 된 갑석의 상면은 완만한 경사를 이루고 있으며, 3단의 받침이 있어 탑신부를 받고 있다.
탑신은 몸돌 모서리마다 기둥 모양을 새겨 놓았다. 옥신(屋身)과 옥개석(屋蓋石)이 각각 한 돌로 조성되었고, 옥개석은 받침이 각 층 4단이며, 처마 끝은 직선이고, 전각(轉角)이 약간 들리는 신라석탑의 양식을 따르고 있다. 3층에는 머리장식의 네모난 받침돌이 몸돌 대신 끼워져 있고, 각 층의 지붕돌 밑면에는 4단의 받침을 두었다.
꼭대기에는 복발(覆鉢, 엎어놓은 그릇모양의 장식)이 놓여 머리장식을 하고 있다. 상륜부(相輪部)는 3층 옥개석 상부 중앙에 찰주(擦柱)를 박는 둥근 구멍이 있다. 3층 옥신 대신 끼워져 있는 노반과 함께 현재 2개의 상륜부재(相輪部材)가 남아 있는 셈이다.

## 사진

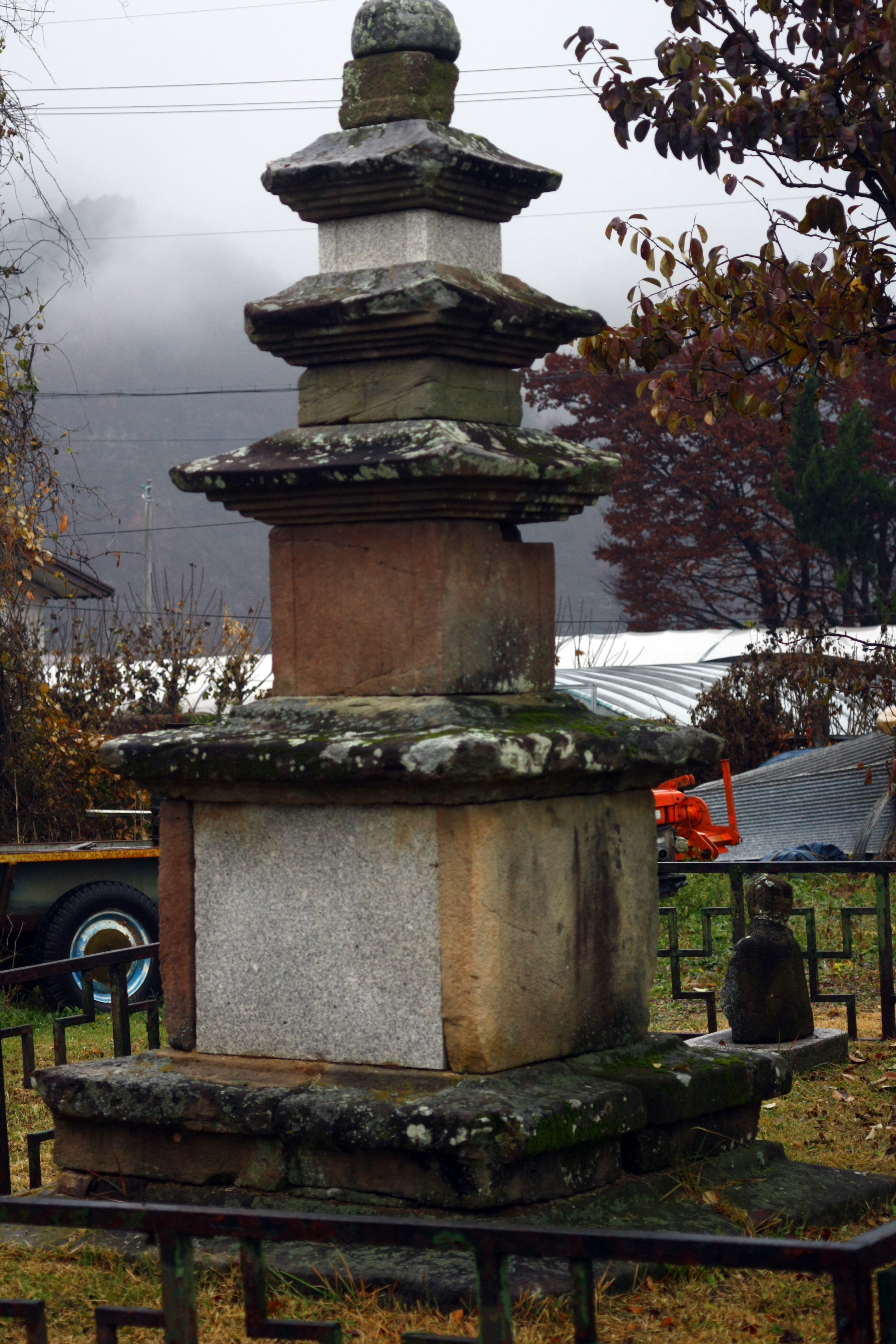
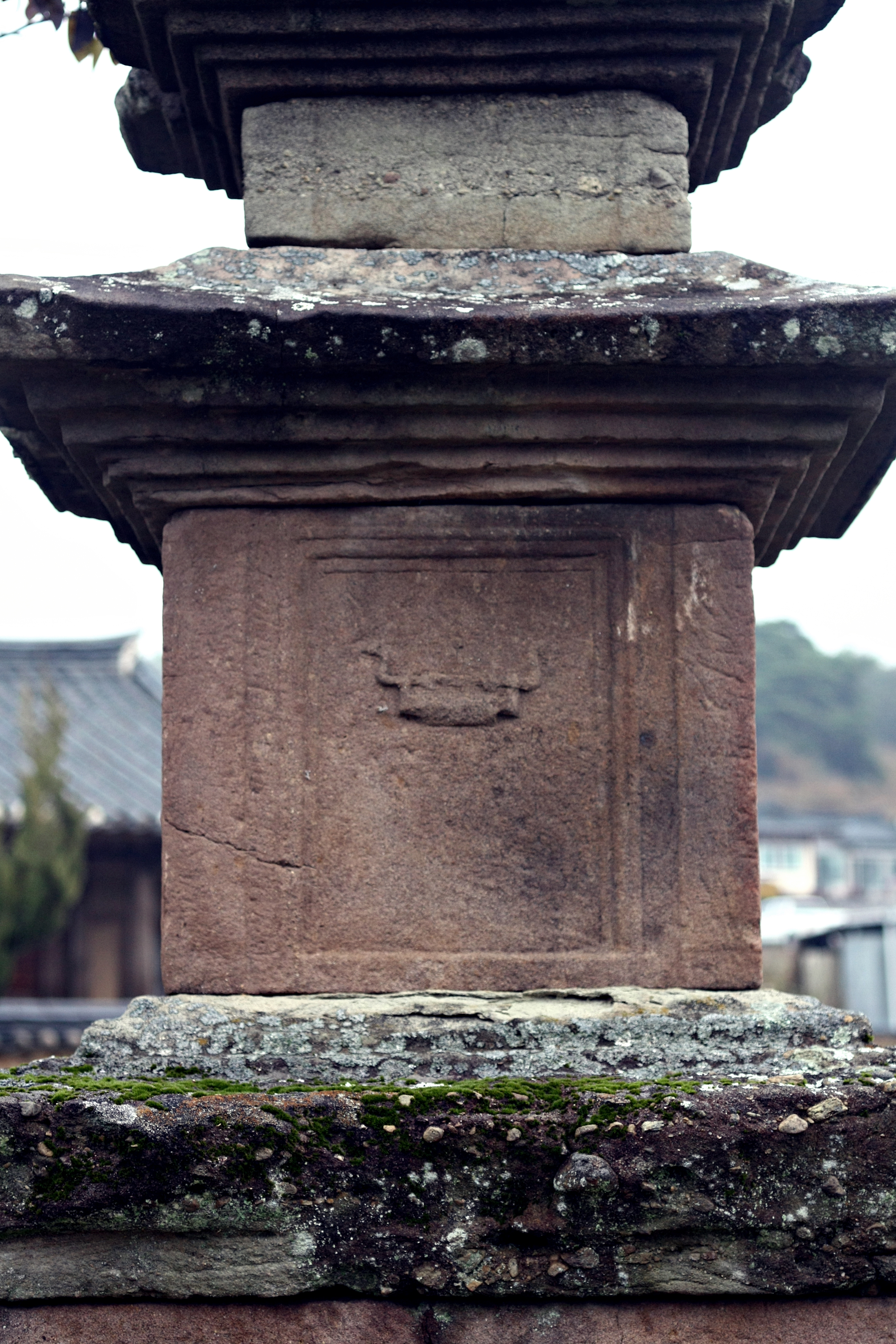
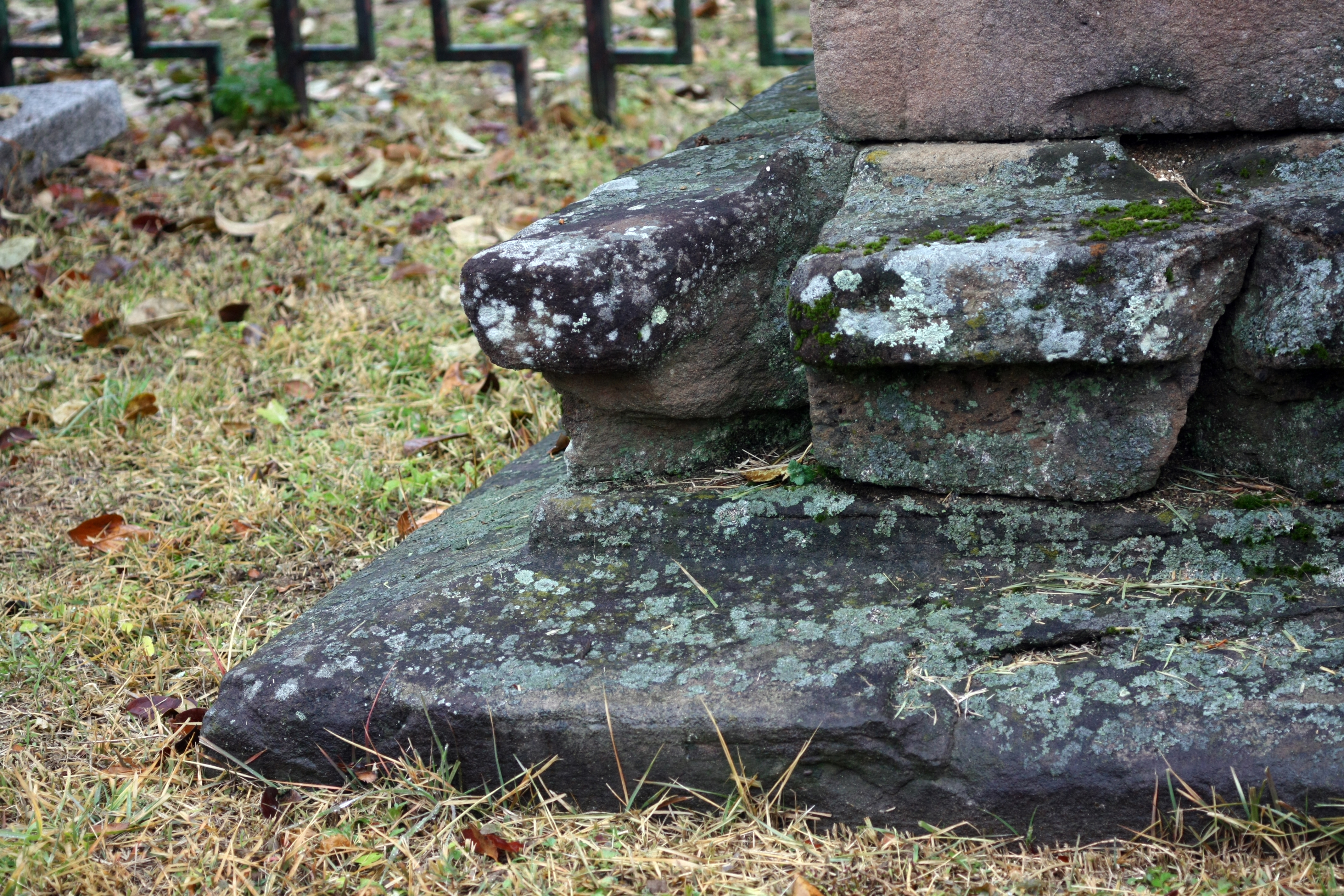
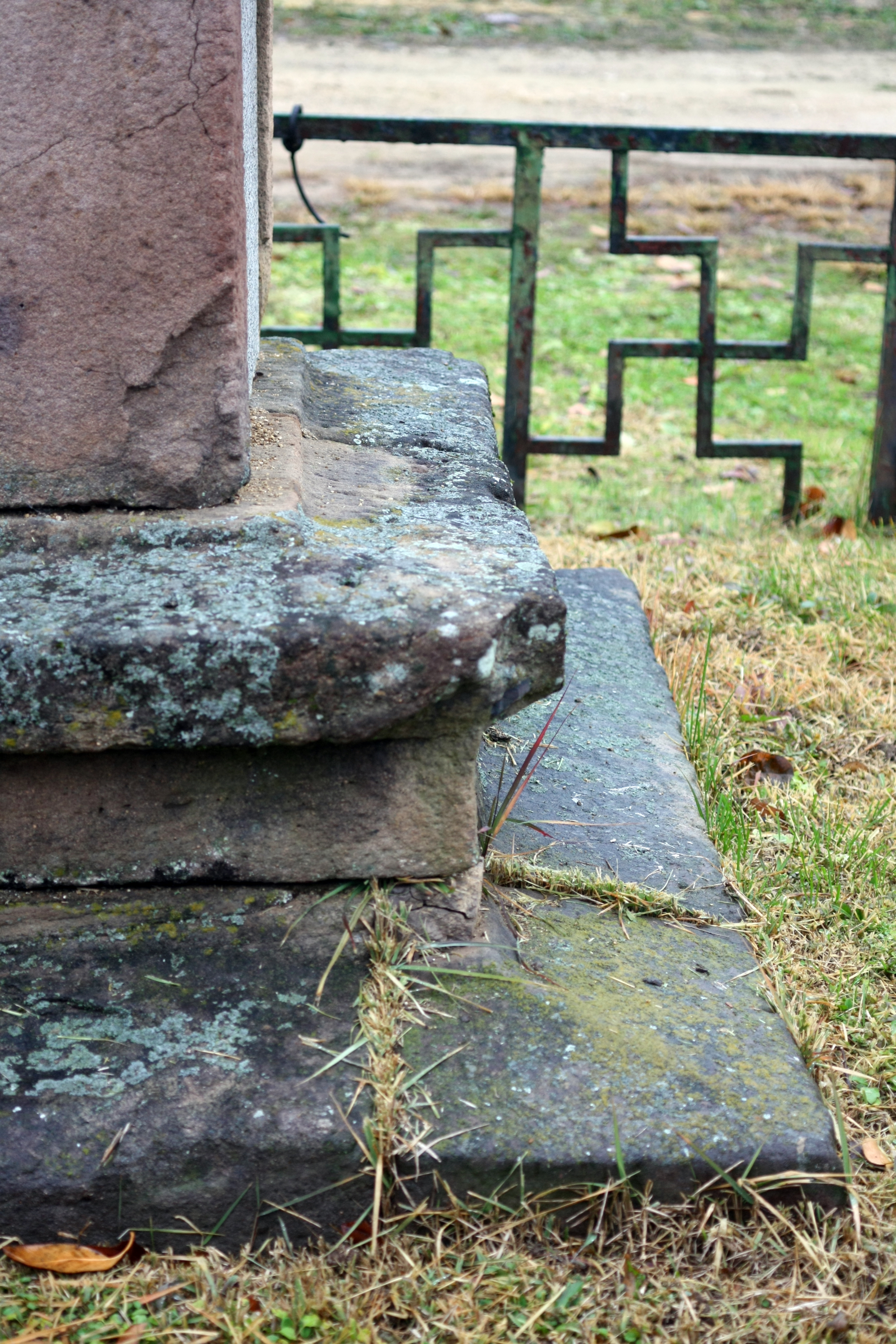
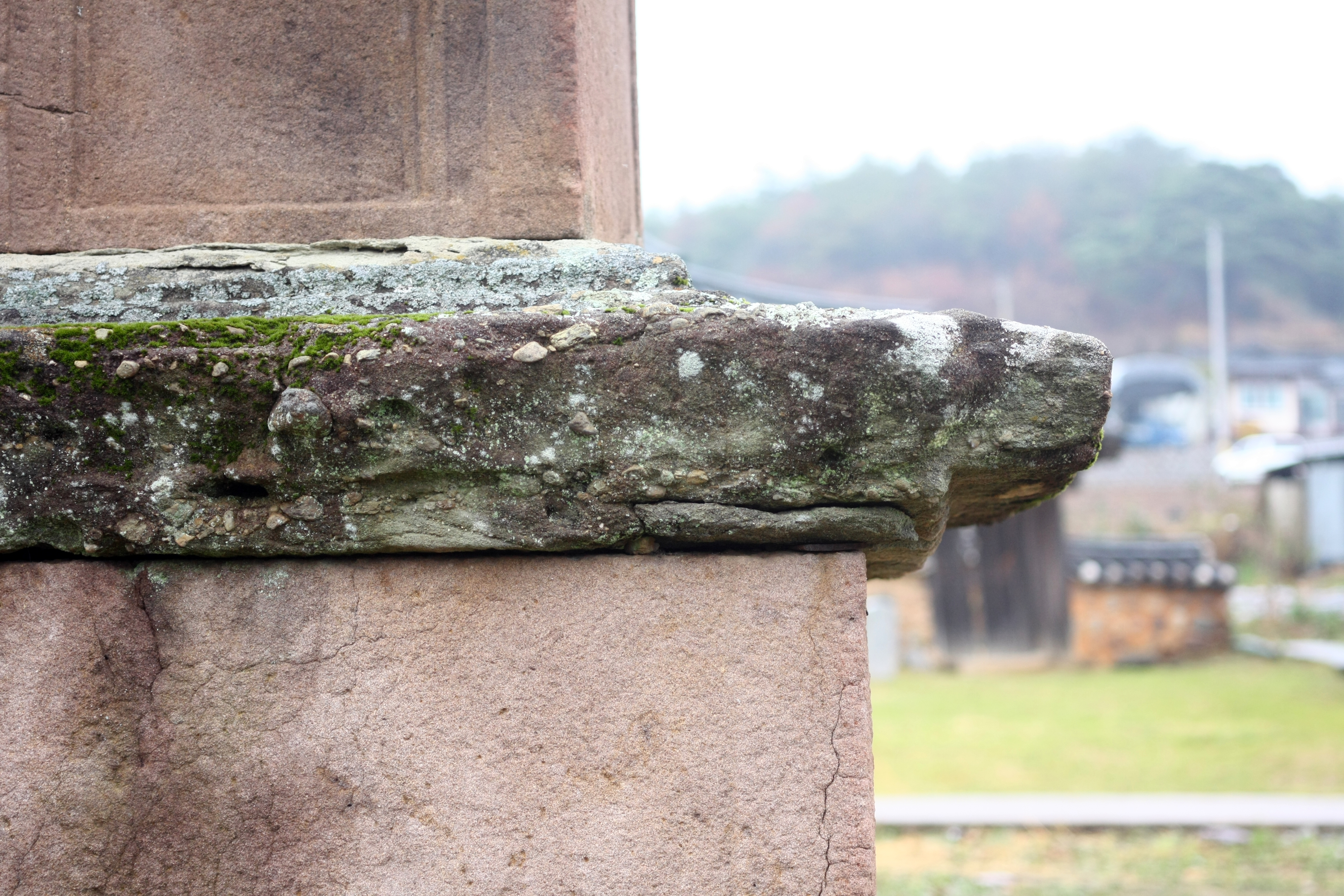
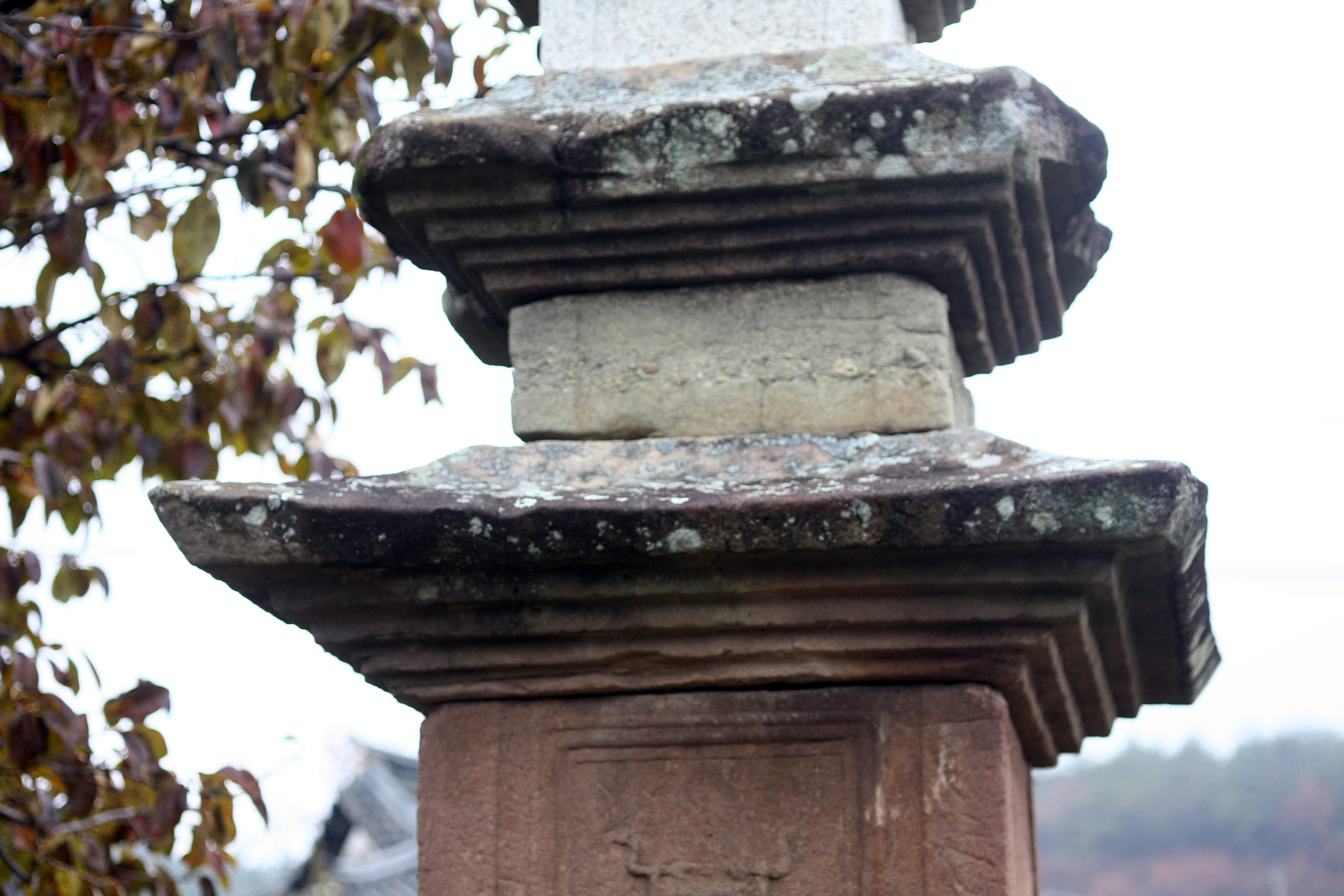
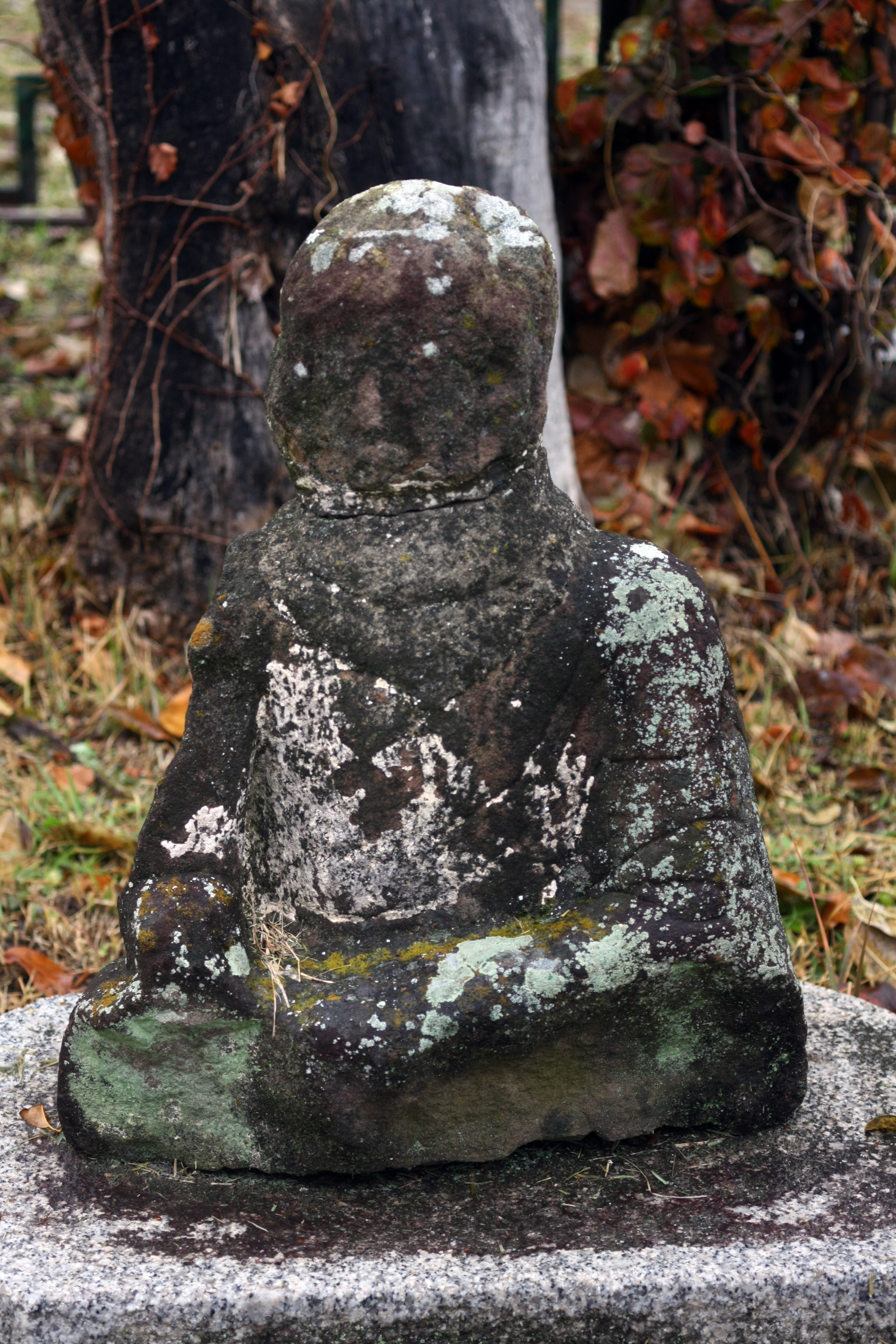
석탑 앞에 있는 불상